# Ян Прусіновський
Ян Прусіновський (пол. Jan Prusinowski; нар. 18 червня 1818, Подорожня — пом. 9 грудня 1892, Житомир) — польський адвокат, письменник, поет і фольклорист.

## Біографія
Народився 6 [18] червня 1818 року в селі Подорожні (тепер Хмільницький район Вінницької області, Україна).  
Після закінчення Любарської Василіанської школи навчався на юридичному факультеті Київського університету, з якого у 1838 році виключений за революційну діяльність. Закінчив Казанський університет. Жив у Москві і Симбірську. У 1850—1880-х роках працював адвокатом у Житомирі.
Помер в Житомирі 27 листопада [9 грудня] 1892 року. Похований в Житомирі на Польському кладовищі.

## Творчість
Серед творів:
- збірник «Poezje» (Warszawa, 1855);
- збірка віршів у двох томах «Z podań ludu i z obcej mowy» (Warszawa, 1856);
- «Góra Ochrymowa w Żytomierzu» (Tygodnik ilustrowany, 1863);
- «Teatr w Żytomirzu od roku 1808 do r. 1864» (Tygodnik powszechny, 1881);
- «Książeczka rymowana dla dzieci i piosennik dla młodocianego wieku» (Warszawa, 1889).

В деяких віршах звучать соціальні мотиви («Грабарська пісня»). Поезії «Козак на поганській землі», «Остання сповідь козака» — на українську тематику. На його вірші писали музику Станіслав Монюшко, Аполлінарій Контський, Міхал Модзелевський.
У співпраці з Круповічем видав збірку «Po ziarnie» (Вільно, 1868); повідомив нові матеріали для біографій Словацького і Міцкевича («Gazeta Codzienna», 1859 і 1860) та інше.
Автор оповідань і публіцистичних статей, нарисів з історії Волині. Перекладав твори Олександра Пушкіна, Михайла Лермонтова, українські народні пісні.
Досліджував український фольклор («Українські прислів'я в піснях», 1862—1863).